# Geert Kuiper
Geert Kuiper (* 5. Juli 1960 in Wolvega) ist ein ehemaliger niederländischer Eisschnellläufer.

## Werdegang
Kuiper kam bei niederländischen Meisterschaften viermal auf den zweiten Platz und wurde im Jahr 1986 niederländischer Meister im Sprint-Mehrkampf. International startete er erstmals in der Saison 1978/79 und lief in der Saison 1982/83 bei der 3-Bahnen-Tournee in Innsbruck sowie in Baselga di Piné jeweils auf den dritten Platz im Sprint-Mehrkampf und in Inzell auf den zweiten Rang im Sprint-Mehrkampf. In der Saison 1983/84 belegte er in Sarajevo bei seiner einzigen Teilnahme an Olympischen Winterspielen den 16. Platz über 500 m und bei der Sprintweltmeisterschaft 1984 in Trondheim den 25. Platz. In den folgenden Jahren kam er bei der Sprintweltmeisterschaft 1985 in Heerenveen auf den 15. Platz, bei der Sprintweltmeisterschaft 1986 in Karuizawa auf den achten Platz und bei der Sprintweltmeisterschaft 1987 in Québec auf den sechsten Platz. Im Januar 1986 nahm er in Davos erstmals am Eisschnelllauf-Weltcup teil und erreichte dort mit dem vierten Platz über 500 m seine beste Platzierung im Weltcup. In der Saison 1986/87 wurde er mit drei Top-Zehn-Platzierungen Zehnter im Weltcup über 500 m und in der Saison 1987/88 mit zwei Top-Zehn-Platzierungen Zehnter im Weltcup über 1000 m. Letztmals international startete er im März 1988 beim Weltcup in Inzell, wobei er den 15. Platz über 500 m errang.

## Erfolge

### Olympische Spiele
- 1984 Sarajevo: 16. Platz 500 m

### Sprint-Weltmeisterschaften
- 1984 Trondheim: 25. Platz Sprint-Mehrkampf
- 1985 Heerenveen: 15. Platz Sprint-Mehrkampf
- 1986 Karuizawa: 8. Platz Sprint-Mehrkampf
- 1987 Québec: 6. Platz Sprint-Mehrkampf

## Persönliche Bestleistungen
| Disziplin | Zeit         | Datum             | Ort        |
| --------- | ------------ | ----------------- | ---------- |
| 500 m     | 37,65 s      | 19. März 1987     | Heerenveen |
| 1000 m    | 1:16,35 min  | 20. März 1987     | Heerenveen |
| 1500 m    | 1:59,98 min  | 29. Januar 2000   | Calgary    |
| 3000 m    | 4:18,52 min  | 4. März 1990      | Heerenveen |
| 5000 m    | 7:15,94 min  | 12. Februar 1990  | Heerenveen |
| 10.000 m  | 16:10,90 min | 20. Dezember 1979 | Innsbruck  |